# Max Bertling
Max Ferdinand Bertling (* 8. März 1877 in Berent; † 20. Oktober 1960 in Konstanz) war ein deutscher Tischlermeister und Politiker (DNVP, NSDAP).

## Leben
Bertling war der Sohn eines Klempnermeisters. Er besuchte die Volksschule und machte eine Tischlerlehre. 1896 bis 1898 leistet er seinen Militärdienst. Ab 1899 war er Werkmeister und Platzverwalter in Zoppot. Dort machte er sich 1901 als Tischlermeister selbstständig. Vom 1. August 1914 bis zum Kriegsende war er Soldat im Ersten Weltkrieg.
In der Freien Stadt Danzig schloss er sich der DNVP an und war für diese Stadtverordneter in Zoppot. Bei der Volkstagswahl in Danzig 1927 wurde er erstmals in den Volkstag gewählt. 1930 wurde er wiedergewählt. Bei der Volkstagswahl in Danzig 1933 erreichten die Nationalsozialisten die absolute Mehrheit. Die DNVP hatte nur noch vier Mandate erhalten. Die NSDAP übte nun großen Druck auf die verbliebenen DNVP-Abgeordneten aus, sich der NSDAP anzuschließen. Paul Kindel und Max Bertling traten tatsächlich über. Die verbliebenen DNVP-Abgeordneten blieben standhaft und traten unter der Führung von Gerhard Weise als „Liste Weise“ sogar noch einmal bei den unfreien Wahlen 1935 an. Bertling trat zum 1. Mai 1936 der NSDAP bei (Mitgliedsnummer 3.710.560). Er wurde als „Senator zur besonderen Verwendung“ in den Senat Rauschning berufen und war in gleicher Funktion auch bis zum Ende der Freien Stadt Danzig 1939 Senator im Senat Greiser.